# Articolo 48 della Costituzione italiana
L'articolo 48 della Costituzione italiana sancisce il diritto di voto.
Il voto è personale ed eguale, libero e segreto. Il suo esercizio è dovere civico.

La legge stabilisce requisiti e modalità per l'esercizio del diritto di voto dei cittadini residenti all'estero e ne assicura l'effettività. A tale fine è istituita una circoscrizione Estero per l'elezione delle Camere, alla quale sono assegnati seggi nel numero stabilito da norma costituzionale e secondo criteri determinati dalla legge.

Il diritto di voto non può essere limitato se non per incapacità civile o per effetto di sentenza penale irrevocabile o nei casi di indegnità morale indicati dalla legge.»
(Costituzione della Repubblica Italiana, articolo 48)

## Elettorato attivo
Il primo comma dell'art. 48 Cost. sancisce il principio del suffragio universale, riconoscendo l'elettorato attivo a tutti i cittadini maggiorenni senza distinzione di genere. Storicamente, il suffragio universale in Italia è stato esteso alle donne anteriormente alla Costituzione, in vista del referendum istituzionale che introdusse la forma di Stato repubblicana. La norma costituzionale indica perciò due soli requisiti positivi per l'esercizio del diritto di voto.
- La cittadinanza italiana. Sono esclusi gli apolidi[3] e gli stranieri, con la sola eccezione dei cittadini dell'Unione europea per le elezioni comunali[4] ed europee[5].
- La maggiore età. La previsione andava letta in combinato disposto con l'art. 58 Cost., che limitava ulteriormente l'elettorato attivo per il Senato; cosicché, mentre per eleggere i deputati era sufficiente - come in qualsiasi altra consultazione (elezioni amministrative, regionali, europee, referendum) - il compimento dei 18 anni, per eleggere i senatori era necessario il raggiungimento dei 25 anni. Nel 2021, la legge costituzionale n° 1 del 18 ottobre ha rimosso questa restrizione, adeguando il limite per l'elettorato attivo del Senato a quello delle altre consultazioni[6].

Il quarto comma dell'art. 48 Cost. dispone limitazioni al diritto di voto per causa d'incapacità civile, per effetto di sentenza penale irrevocabile o per indegnità morale. I requisiti negativi del diritto di voto consistono dunque nell'assenza di tali limitazioni.
La legge ordinaria specifica che non hanno diritto di voto i sottoposti a misure di prevenzione; i sottoposti a misure di sicurezza detentive, a libertà vigilata o a divieto di soggiorno in uno o più comuni o province; i condannati a pena che comporta l'interdizione dai pubblici uffici perpetua o temporanea.

## Caratteri del voto
Il secondo comma dell'art. 48 Cost. stabilisce i caratteri del voto, definendolo personale, eguale, libero e segreto, e qualificandone l'esercizio come dovere civico.
- Il voto è personale nel senso che non può essere delegato[8], salva soltanto la possibilità di valersi di un accompagnatore in caso di grave impedimento fisico. Non è ammesso il voto per procura[9].
- Il voto è eguale nel senso che ogni voto ha lo stesso valore di tutti gli altri[8]. Non sono ammessi il voto plurimo e il voto multiplo[10].
- Il voto è libero nel senso che la volontà dell'elettore non può essere coartata, né l'elettore stesso può impegnarsi a votare in un certo modo[8].
- Il voto è segreto nel senso che l'elettore ha diritto di isolarsi al momento di votare e deve mantenere il segreto su quanto avviene in quello stesso momento; prima e dopo il momento materiale del voto egli è invece del tutto libero di dichiarare pubblicamente per chi voterà o ha votato[8].

La proclamazione dell'esercizio del voto come dovere civico è un compromesso maturato alla Costituente tra i fautori del voto obbligatorio e quelli del voto come dovere puramente morale. La formula prescelta permise in origine di irrogare sanzioni simboliche all'astensionista. Esse sono state abolite dalla riforma elettorale del 1993.

## Voto estero
Il terzo comma dell'art. 48 Cost., introdotto con legge costituzionale nel 2000, ha istituito una circoscrizione Estero per consentire l'esercizio del voto alle elezioni politiche da parte dei cittadini non residenti in Italia. L'innovazione si è completata con ulteriori modifiche degli art. 56 e 57 Cost. e con la puntuale attuazione da parte della legge ordinaria.